# Вересь-Чокрак
Вересь-Чокрак (также Верес-Чокрак) — источник в Крыму, на территории большой Алушты, в овраге Алакат бассейна реки Ускут, расположенный на юго-восточном склоне Караби-яйлы Главной гряды Крымских гор ниже перевала Алакат-Богаз на высоте 609 м над уровнем моря (по другим данным — 636, или 634 м, на левом склоне оврага Алакат), в двух километрах к западу от автодороги Белогорск — Приветное 35Н-116.

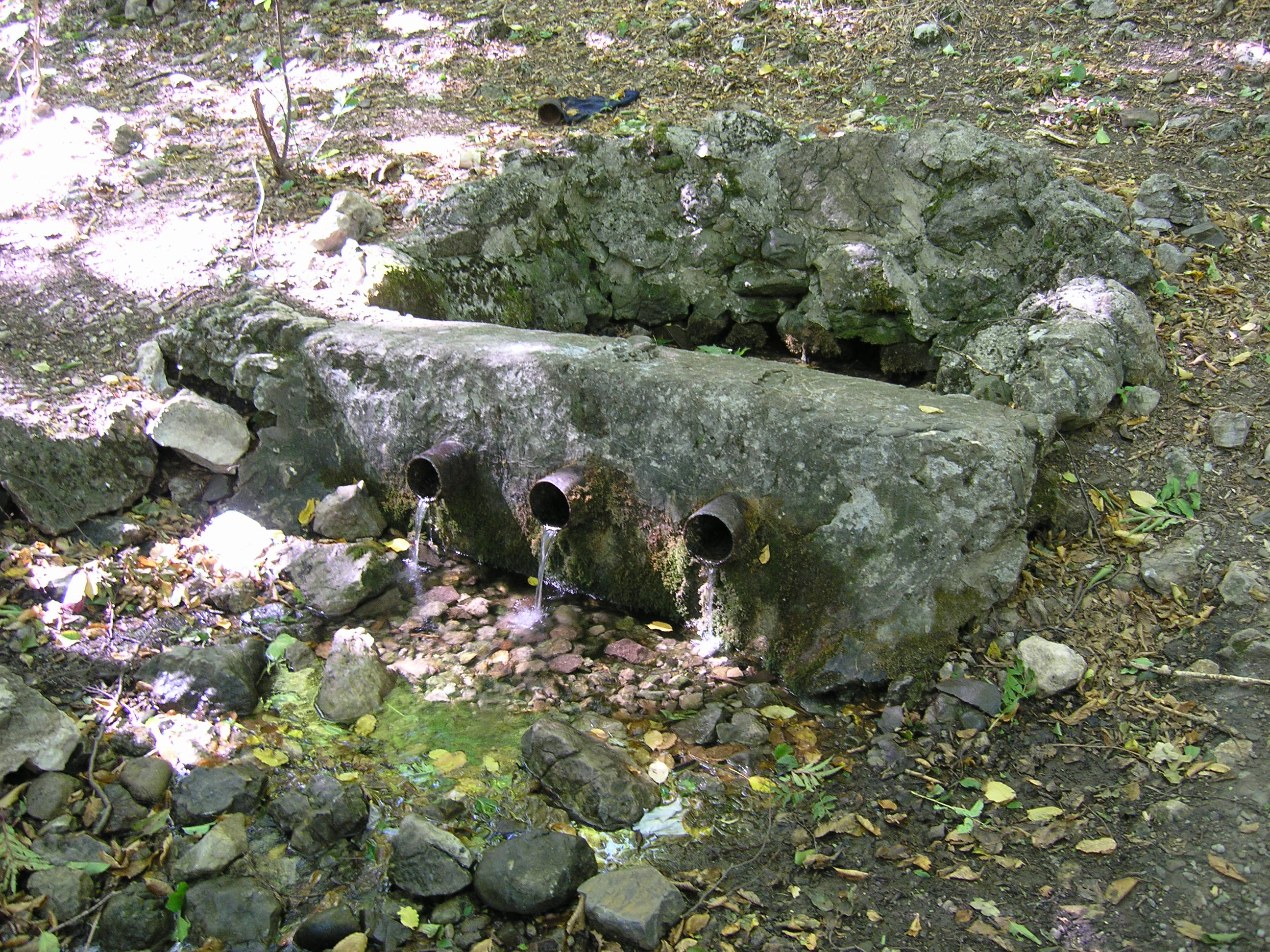
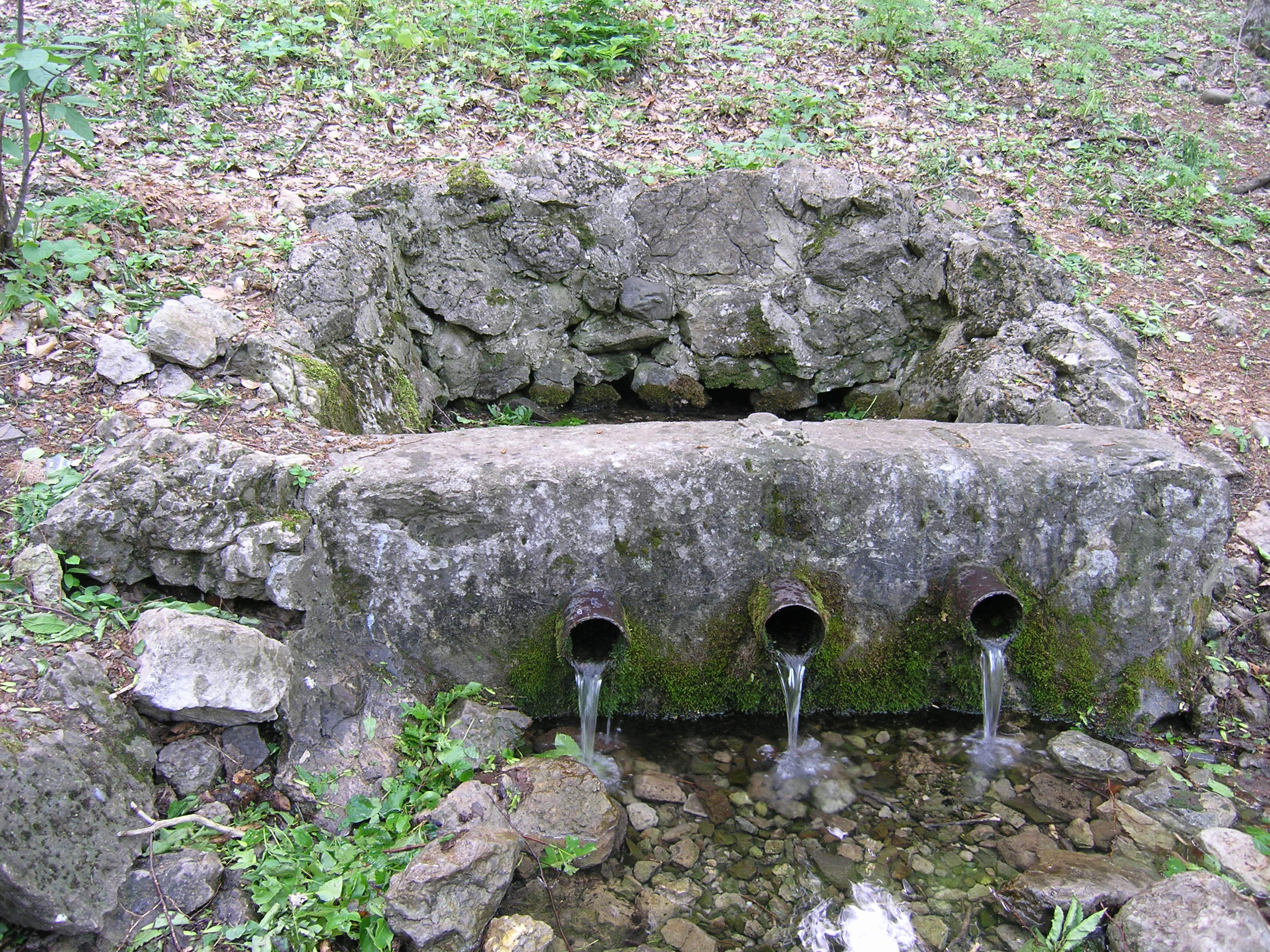

Дебет источника по измерениям Николая Рухлова, опубликованным в работе 1915 года «Обзор речных долин горной части Крыма» — 10730 вёдер в сутки (примерно 1,5 л/сек) при температуре воды 10,1 °C. В то время вода вытекала из толщи конгломерата, в настоящее — родник оборудован как примитивный к фонтан с тремя трубами.

## Название
Название встречается в вариантах Верес-Чокрак и Вересь-Чокрак — оба производные от греческого слова вриси — источник (хотя в современном греческом родник называется иначе).